# Női gerelyhajítás a 2011. évi nyári európai ifjúsági olimpiai fesztiválon
A 2011. évi nyári európai ifjúsági olimpiai fesztiválon az atlétikai versenyszámokat Trabzonban rendezték. A női gerelyhajítás selejtezőjét július 27.-én, a döntőjét pedig július 29.-én rendezték.

## Selejtező
Az összesített eredmények alapján a legjobb eredménnyel rendelkező 12 atléta jutott a döntőbe.
| H  | Cs | Név                   | Nemzet             | 1     | 2     | 3     | E     | Mj   |
| -- | -- | --------------------- | ------------------ | ----- | ----- | ----- | ----- | ---- |
| 1  | B  | Tetyana Fetiskina     | Ukrajna            | 51.28 | -     | -     | 51.28 | Q PB |
| 2  | B  | Alina Gerasimchuk     | Oroszország        | 49.57 | -     | -     | 49.57 | Q    |
| 3  | A  | Nicole Prenner        | Ausztria           | 44.75 | 46.58 | 48.08 | 48.08 | Q PB |
| 4  | B  | Liveta Jasiunaite     | Litvánia           | 47.69 | -     | -     | 47.69 | Q    |
| 5  | A  | Nafissatou Thiam      | Belgium            | 42.57 | 42.94 | 45.60 | 45.60 | q    |
| 6  | A  | Henna Takkinen        | Finnország         | 42.31 | 41.63 | 45.08 | 45.08 | q    |
| 7  | A  | Katja Zof             | Szlovénia          | 43.85 | 44.93 | X     | 44.93 | q    |
| 8  | A  | Mihaela Tacu          | Moldova            | 43.78 | 44.49 | 41.58 | 44.49 | q SB |
| 9  | A  | Denise Arndt          | Németország        | 36.54 | 41.10 | 43.55 | 43.55 | q    |
| 10 | B  | Salina Faessler       | Svájc              | 38.65 | 43.05 | 43.03 | 43.05 | q    |
| 11 | A  | Alexie Alais          | Franciaország      | 33.21 | 40.00 | 42.30 | 42.30 | q    |
| 12 | B  | Kamila Renata Zdybal  | Lengyelország      | 39.43 | X     | 41.98 | 41.98 | q    |
| 13 | A  | Signe Jekabsone       | Lettország         | 39.47 | 40.94 | 39.84 | 40.94 |      |
| 14 | A  | Aysel Boztas          | Törökország        | 38.40 | 39.57 | 39.87 | 39.87 |      |
| 15 | B  | Klontiana Bousgkiokai | Görögország        | 39.35 | 39.42 | 39.09 | 39.42 |      |
| 16 | B  | Carys Mansfield       | Egyesült Királyság | 35.80 | 38.45 | 37.84 | 38.45 |      |
| 17 | B  | Tamara Helen Ospelt   | Liechtenstein      | 27.77 | 29.07 | 27.27 | 29.07 |      |

## Döntő
| H     | Név                  | Nemzet        | 1     | 2     | 3     | 4     | 5     | 6     | E     | Mj |
| ----- | -------------------- | ------------- | ----- | ----- | ----- | ----- | ----- | ----- | ----- | -- |
| Arany | Alina Gerasimchuk    | Oroszország   | 44.71 | 51.10 | 49.23 | 49.60 | 53.86 | 51.27 | 53.86 | CR |
| Ezüst | Liveta Jasiunaite    | Litvánia      | 52.00 | 46.52 | 43.47 | 49.00 | X     | X     | 52.00 | PB |
| Bronz | Alexie Alais         | Franciaország | 37.10 | 37.03 | 45.17 | 46.65 | 50.94 | 48.67 | 50.94 |    |
| 4     | Tetyana Fetiskina    | Ukrajna       | 44.53 | 47.60 | 46.36 | 48.86 | X     | 46.55 | 48.86 |    |
| 5     | Katja Zof            | Szlovénia     | 48.57 | 43.91 | 45.83 | 44.76 | 42.73 | X     | 48.57 |    |
| 6     | Nicole Prenner       | Ausztria      | 36.16 | 42.67 | 38.83 | 46.80 | 47.23 | 46.96 | 47.23 | PB |
| 7     | Henna Takkinen       | Finnország    | 45.03 | 40.79 | 43.62 | 41.20 | 45.25 | 40.52 | 45.25 |    |
| 8     | Mihaela Tacu         | Moldova       | 40.69 | 43.62 | X     | 44.40 | 42.77 | 41.53 | 44.40 | SB |
| 9     | Salina Faessler      | Svájc         | 42.66 | 41.92 | 39.93 |       |       |       | 42.66 |    |
| 10    | Denise Arndt         | Németország   | 41.77 | 39.01 | 40.32 |       |       |       | 41.77 |    |
| 11    | Nafissatou Thiam     | Belgium       | 39.87 | 40.08 | 40.62 |       |       |       | 40.62 |    |
| 12    | Kamila Renata Zdybal | Lengyelország | 39.81 | X     | X     |       |       |       | 39.81 |    |